# Западно-Карельская возвышенность
За́падно-Каре́льская возвы́шенность — отрог водораздельного хребта Манселькя, возвышенность на западе Республики Карелия.
Протянулась вдоль российско-финляндской границы от Куйтозерского понижения на севере до озера Янисъярви на юге, на востоке продолжается до меридиана озера Сегозеро. Длина около 130 км, высота 180—390 м.
Сложена гнейсо-гранитами и кварцитами, перекрыта разорванным плащом грубообломочной морены. Западная часть состоит из отдельных куполовидных возвышенностей, центральная — из длинных высоких и узких гряд (особенно в южной части) и восточная — холмистая, ограниченная на северо-востоке и юго-западе заболоченными равнинами. Преобладает северо-западная ориентация всех форм рельефа.
Покрыта таёжными еловыми и сосновыми лесами. Высочайшая точка — гора Воттоваара (417 м).